# Place René-Cassin
La place René-Cassin est une voie du 1er arrondissement de Paris, en France.

## Origine du nom
René Cassin était un juriste, diplomate et homme politique français, membre du gouvernement de la France libre pendant la Seconde Guerre mondiale, il est l'un des auteurs de la Déclaration universelle des droits de l'homme en 1948, vice-président du Conseil d’État de 1944 à 1959, et président de la Cour européenne des droits de l'homme de 1965 à 1968. En 1968, il reçoit à la fois le prix Nobel de la paix et le Prix des droits de l'homme des Nations unies.

## Historique
Cette place sans nom est citée dans Le Dit des rues de Paris de Guillot de Paris sous la forme « carefour », carrefour qui était situé devant l'église Saint-Eustache.
Il a existé de 1981 à 1984 une place René-Cassin dans le 10e arrondissement qui deviendra la place Raoul-Follereau. En 1985, l'espace — alors nommé « voie W/1 » —, situé au-dessus du Forum des Halles, prend le nom du juriste et homme politique français René Cassin.

## Bâtiments remarquables et lieux de mémoire
Dans le voisinage de la place René-Cassin se trouvent
- l'église Saint-Eustache (XVIe-XVIIe s.) ;
- la colonne Médicis (XVIe siècle), ancien poste d'observations astronomiques ;
- l'ancienne halle au blé (XVIIIe siècle), transformée en Bourse de Commerce dans la seconde moitié du XIXe siècle, en cours de restauration (2019) pour abriter un musée d'art (Pinault Collection)[2]. ;
- le jardin Nelson-Mandela, ouvert en 1988 sous la dénomination « jardin des Halles » et entièrement restructuré à partir de 2011 ;
- le Forum des Halles dont une partie des équipements culturels et sportifs (UGC Ciné Cité Les Halles, piscine Suzanne-Berlioux, CentrHalles Park) et la place Carrée sont situées sous le jardin Nelson-Mandela, à proximité de la place René-Cassin. La Porte du Jour et des voies piétonnes souterraines en donnent accès et permettent également de gagner le cratère du centre commercial. Ce dernier est couvert de la « Canopée », une structure métallique d'une surface de 2,5 hectares constituée de poutres et de ventelles supportant des tuiles de verre. En surface la place est reliée au Forum par l'allée Baltard.

## Pour approfondir